# Lego Pirates of the Caribbean: Das Videospiel
Lego Pirates of the Caribbean: Das Videospiel (Eigenschreibweise: LEGO Pirates of the Caribbean: Das Videospiel, englischer Originaltitel: Lego Pirates of the Caribbean: The Video Game) ist ein Action-Adventure, das von Traveller’s Tales bzw. TT Fusion (Handheld-Versionen) entwickelt und im Mai 2011 von Disney Interactive Studios für Microsoft Windows, macOS X, Nintendo DS, Nintendo 3DS, PlayStation Portable, Wii, PlayStation 3 und Xbox 360 veröffentlicht wurde.

## Spielprinzip
Das Spielprinzip von Lego Pirates of the Caribbean ähnelt dem anderer Lego-Spiele. In über 21 Leveln (vier Filme à fünf Missionen plus Bonusspiel) spielt der Spieler aus der Sicht verschiedener guter Haupt-Charaktere, die man aus den ersten vier Filmen kennt, welche zudem unterschiedliche Spezialfähigkeiten (werfen/schießen, graben, schwere Objekte aufheben, unter Wasser laufen, durch Luken kriechen, Degen (als Türöffner), durch bestimmte Seetang-Wände gehen oder Blackbeards dunkle Magie) besitzen. Insgesamt enthalten sind 80 Charaktere, von denen der Letzte jedoch gewollt ausschließlich mit Cheat-Code freischaltbar ist. Dieser zählt auch nicht zum prozentualen Erfolg. Wie bereits bei Lego Harry Potter I finden sich Extras (diesmal als Rote Hüte, 20 an der Zahl) in der Lobby – Goldsteine gibt es seit Lego Star Wars II erstmalig keine zu kaufen, lediglich je Level vier Stück als Reward (Levelabschluss, Wahrer Pirat, 10 Minikits, Jacks Kompass) sowie vier weitere pro kompletter 50 Minikits je Film im Hafen. Der 85. Stein wird durch das Bonuslevel erreicht. Charaktere werden wieder wie bei Star Wars nach Levelbeendigung (gut) automatisch freigeschaltet bzw. nach Bekämpfung (böse) im Hafen erneut zur Bekämpfung aufgefunden. Danach kann man sie käuflich erwerben. Lego-Steine (silber, gold, blau, lila) heißen nicht mehr Studs, sondern Schatz. Jacks Kompass findet je Level acht nötige, nützliche oder unnötige vergrabene Gegenstände.
Das Spiel kann sowohl im Einzelspieler- als auch im Mehrspielermodus gespielt werden. Zwischendurch gibt es Clips im typischen Lego-Stil zu sehen. Level lassen sich nach Beendigung beliebig oft wiederholen um z. B. verpasste Sammelgegenstände nachträglich einsammeln zu können, auch mit story-untypischen Charakteren, welche Spezialfähigkeiten besitzen.
Für die Schwertkämpfe wird die StreetPass-Technologie auf dem Nintendo 3DS eingesetzt.
Lego Pirates of the Caribbean ist das letzte Spiel mit "klassischem" Spielprinzip, wie es durch Lego Star Wars eingeführt wurde: Die jeweiligen Level stellen je ein Kapitel aus einem Film dar, die fortlaufende Geschichte wird ausschließlich in diesen Levels erzählt. Im zuvor veröffentlichten Lego Harry Potter I wurde erstmalig ein Open World-Prinzip angewendet, in welches wichtige Handlungselemente auch außerhalb der eigentlichen Levels integriert wurden und der Spieler sich innerhalb dieser Welt von Level zu Level bewegen muss - dieses Prinzip wurde in den nachfolgenden Spielen immer erweitert und verfeinert. In Lego Pirates of the Caribbean kommt somit letztmalig eine von der Handlung getrennte Lobby vor, hier in Form des Hafens von Port Royal, welcher im Vergleich zu Hogwarts (Lego Harry Potter I + II), Gotham City (Lego Batman 2: DC Super Heroes) und Mittelerde (Lego Der Herr der Ringe) überschaubar und in sich geschlossen ist. Die Figuren agieren pantomimisch, es wird nicht gesprochen, was sich später ebenfalls änderte.

## Entwicklung
Das Spiel wurde am 18. November 2010 offiziell angekündigt. Es wurde vom Entwicklerstudio Traveller’s Tales entwickelt, welches zuvor bereits Lego Star Wars produzierte. Es wurde im Mai 2011 und damit zeitgleich mit dem Film Pirates of the Caribbean – Fremde Gezeiten veröffentlicht. Im Mai wurde eine Demoversion veröffentlicht, in welcher die Spieler das erste Level testen können.

## Rezeption
Lego Pirates of the Caribbean wurde von der Fachpresse mittelmäßig aufgenommen. Das US-amerikanische Computerspielmagazin GameSpot bewertete die Windows-, PS3-, Xbox-360- und Wii-Version mit 6,5 von insgesamt 10 möglichen Punkten. Die Handheld-Versionen des Spiels wurden von GameSpot mit jeweils 6 Punkten bewertet. Das US-amerikanische Onlinemagazin IGN bewertete die PS3-, Xbox-360-, Wii- und Nintendo-DS-Version des Spiels mit 7,5 und die Nintendo-3DS-Version mit 8 von 10 Punkten.

### Verkaufszahlen
Lego Pirates of the Caribbean war im Monat Mai des Jahrs 2011 das drittmeistverkaufte Computerspiel.